# Cristian Brăneț
Cristian Brăneț (n. 14 iulie 1977, Galați, România) este un fost fotbalist român care a jucat pe postul de portar pentru echipa de fotbal Oțelul Galați din 10 septembrie 2010. A debutat pentru gălățeni în ultima etapă a sezonului 2010-2011, într-un meci cu Astra Ploiești.

## Titluri
Oțelul Galați
- Liga I (1): 2010-2011[3]